# フェアリー・チューンズ
「フェアリー・チューンズ」は、川本真琴がリリースした11枚目のシングル。「川本真琴 feat. TIGER FAKE FUR」名義でリリース。

## 概要
タイガーフェイクファ名義でリリースした2006年8月のシングル「山羊王のテーマ」以来、およそ4年10か月ぶりとなるDVD付き2枚組シングルCD。神聖かまってちゃん主催ライブ出演時に披露された「tune」、住所不定無職&澤部渡（スカート）とのセッション曲「バイバイカレーライス」、三輪二郎と弾き語りデュエットでカバーした西岡恭蔵の「踊り子ルイーズ」（1975年、アルバム『ろっか・ばい・まい・べいびい』収録）などを収録。DVDは「おもいでmovies」というタイトルで、川本真琴が自ら監督した短編映像、写真家・佐内正史やドキュメンタリー映画監督・松江哲明によるミュージックビデオ、神聖かまってちゃんのライブ映像撮影で知られる竹内道宏らが記録した川本のライブ映像などが収録されている。
ジャケットには「フェアリー・チューンズ」の後ろにハートマークが書かれている。

## 収録曲
| #  | タイトル                     | 作詞・作曲     |
| -- | ---------------------------- | -------------- |
| 1. | 「TUNE」                     | 川本真琴       |
| 2. | 「バイバイカレーライス」     | トクガワロマン |
| 3. | 「踊り子ルイーズ」(カバー曲) | 西岡恭蔵       |
| 4. | 「息抜きしようよ」           | 川本真琴       |

| #  | タイトル                                                              | 作詞 | 作曲・編曲 | 撮影・編集、監督 |
| -- | --------------------------------------------------------------------- | ---- | ---------- | ---------------- |
| 1. | 「短編part1」                                                         |      |            | 川本真琴         |
| 2. | 「tune」(ミュージック・ビデオ)                                        |      |            | 佐内正史         |
| 3. | 「tune live at SHIBUYA-AX（2010年9月）」(ライブ映像)                  |      |            | 竹内道宏         |
| 4. | 「ふれあい学級 at 福井・麻生津小学校（2011年2月）」(ドキュメンタリー) |      |            | 森井優           |
| 5. | 「アイラブユー」(ミュージック・ビデオ)                                |      |            | 松江哲明         |
| 6. | 「アイラブユーって聴こえる 福井（2010年1月）」(ドキュメンタリー)      |      |            | 松江哲明         |
| 7. | 「息抜きしようよ live at 四谷天窓comfort（2011年1月）」(ライブ映像)   |      |            |                  |
| 8. | 「息抜きしようよ」(ミュージック・ビデオ)                              |      |            | 佐内正史         |
| 9. | 「短編part2」                                                         |      |            | 川本真琴         |